# Elysius cellularis
Elysius cellularis är en fjärilsart som beskrevs av Rothschild 1922. Elysius cellularis ingår i släktet Elysius och familjen björnspinnare. Inga underarter finns listade i Catalogue of Life.